# Eudorylas yunnanensis
Eudorylas yunnanensis är en tvåvingeart som beskrevs av Yang och Xu 1998. Eudorylas yunnanensis ingår i släktet Eudorylas och familjen ögonflugor. Inga underarter finns listade i Catalogue of Life.